# Антипаютинське газове родовище

Антипаютинське газове родовище на мапі

Антипаютинське газове родовище — одне з родовищ Гиданського півострова у Тюменській області Росії. Розташоване на північному узбережжі Тазівської губи, у 177 км на північний захід від селища Тазівський.

## Опис
Відкрите у 20 столітті в числі інших родовищ Гиданського півострова. У 21 столітті проведена дорозвідка за допомогою самопідйомної бурової установки «Амазон», яка встановила продовження родовища на шельф Карського моря.
Запаси вуглеводнів містить масивний пластово-сводовий поклад у сеноманських відкладеннях. Запаси оцінюються у 125 млрд.м3.
Станом на 2016 рік Антипаютинське, як і інші родовища Гиданського півострова, не розробляється. В районі відсутня як нафтогазова, так і звичайна транспортна інфраструктура. Доставка вантажів на Антипаютинську ділянку можлива залізницею до станції Ямбург з подальшим перевезенням по Обській і Тазівській губі в період навігації. У 2008 році Антипаютинське разом з сусіднім Тота-Яхінським родовищем передане компанії «Газпром». Одним із варіантів розробки є спорудження транспортної інфраструктури до потужного ямбурзького газопромислового району на протилежному боці мілководної Тазівської губи.